# Angel Station
Angel Station er en London Underground-station i The Angel, Islington. Den er på Bank-grenen af Northern line mellem Old Street og King's Cross St. Pancras Stationer. Den ligger i takstzone 1.
Stationen fungerer som portal til flere må teatre, inklusive King's Head Theatre og Almeida Theatre. Den er også stationen for Chapel Market, et typisk London-gademarked. Mellem Angel og Old Street Stationer er den ubenyttede City Road Station.

## Historie
Angel Station blev oprindeligt bygget af City & South London Railway, og åbnede i 1901 som den nordlige endestation for den nye forlængelse fra Moorgate. Den er en af fem London Underground-stationer, der er opkaldt efter en pub – i dette tilfælde den engang berømte Angel Inn, der dateres tilbage til 1638. De andre stationer er Elephant & Castle, Manor House, Royal Oak og Swiss Cottage. Som mange andre stationer på banen blev den oprindeligt bygget med en enkelt øperron, der betjener to spor (et layout, der stadigt findes på Clapham North og Clapham Common Stationer) og med adgang fra gadeniveau via elevatorer.
I flere år led stationen ofte af trængsel og overfyldning, som, især med den meget smalle øperron (kun 3,7 m bred), udgjorde en stor sikkerhedsrisiko. Derfor blev stationen omfattende ombygget med genåbning i 1992.
Et nyt stykke tunnel blev udgravet til en ny nordgående perron og den sydgående perron blev ombygget til at benytte hele den oprindelige 9 m brede tunnel, hvorved den er større end de fleste dybtliggende perroner. Elevatorerne og overfladebygningen, der oprindeligt lå på hjørnet af Torrens Street og City Road, blev lukket, og en ny stationsindgang åbnede rundt om hjørnet på Islington High Street. På grund af afstanden mellem den nye indgang og perronerne samt deres dybde var det nødvendigt med to sæt rulletrapper opsat nærmest vinkelret på hinanden.

## Rulletrapper
Angel har de tredje længste rulletrapper i Vesteuropa (efter Västra skogen Station i Stockholms Tunnelbana på 67 m og Kamppi Station i Helsinkis metro på 64 m), med en vertikal stigning på 27,4 m og en længde på 60 m.

## Fremtid
Angel er en foreslået station på Chelsea-Hackney line-projektet. Den vil ligge mellem King's Cross St. Pancras og Essex Road. Ruten var officielt fastlagt i 2007, selvom det har været planlagt et stykke tid. Gennem stationens ombygning blev et mellemliggende niveau bygget netop for at gøre plads til dette, frem for at have rulletrapper direkte ned til perronnniveau. Dette vil derfor blive en skiftestation mellem de to London Underground-baner.

## Transportforbindelser
London buslinjer 4, 19, 30, 38, 43, 56, 73, 153, 205, 214, 274, 341, 394, 476 og natlinjer N19, N38, N41 og N73.

## I populærkulturen
Angel Station er med i Ed Sheerans musikvideo for "The A-Team".
Angel Islington er en faktisk engel, der bor i kloakkerne i tv-serien og bogen Neverwhere, skrevet af Neil Gaiman.